# ماریا اشتادر
ماریا اشتادر (آلمانی: Maria Stader؛ ‏ ۵ نوامبر ۱۹۱۱ – ۲۷ آوریل ۱۹۹۹) خواننده سوپرانو اپرا، زندگی‌نامه‌نویس، و نویسنده مجارستانی‌الاصل اهل سوئیس بود.
شهرت او به‌واسطهٔ تفسیر و تأویلش از آثار ولفگانگ آمادئوس موتسارت است.
وی در سال ۱۹۳۹ در بخش آواز، برندهٔ رقابت‌های بین‌المللی موسیقی ژنو شد.